# Nassau (Illes Cook)

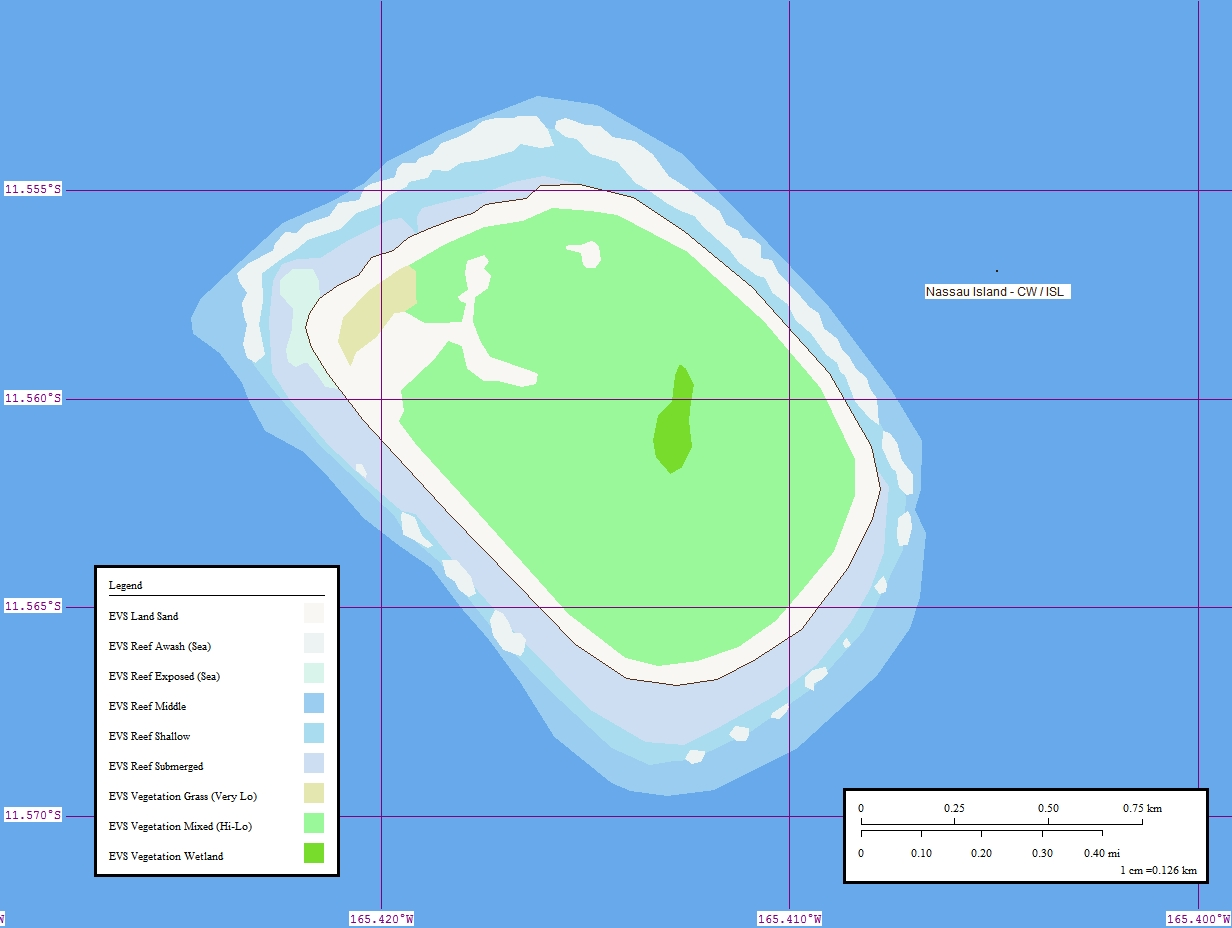
Mapa de l'illa Nassau

Nassau és una de les illes Cook septentrionals. Està situada a 89 km al sud-est de Pukapuka, de qui depèn administrativament. Les seves coordenades són: 11° 13′ S, 165° 25′ O / 11.217°S,165.417°O.

## Geografia
L'illa té forma ovalada i és l'única del grup nord de les Cook que no té una llacuna interior. La superfície total és d'1,3 km². Té grans plantacions de cocoters i de taro que exporten a Pukapuka. La població total era de 72 habitants al cens del 2001. No disposa d'aeroport.

## Història
El nom tradicional era Te Motu-ngaongao que significa 'l'illa deserta'. El primer descobridor podria ser el capità Louis Coutance de lAdele, el 1803, que la va anomenar Adele Island. Uns vint anys més tard, el capità George Rule del Fanny el va anomenar Lydra Island. Més tard, el balener britànic Ranger va anotar el nom de Ranger Island. El 1834, el capità Elihu Coffin del balener nord-americà May Mitchell el va anomenar Mitchell Island. El 1835, el capità John D. Sampson del balener nord-americà Nassau hi va deixar el nom actual. L'any següent encara es va anomenar New-Port Island pel capità Joseph Paddarck del balener Audley Clark de Newport (Rhode Island).
L'illa va ser explotada, fins al 1945, per una companyia europea que va plantar cocoters. El govern de les Cook va comprar l'illa i, el 1951, va ser comprada pels caps de Pukapuka.